# Орловська сільська рада (Благовіщенський район)
Орло́вська сільська рада (рос. Орловский сельский совет) — муніципальне утворення у складі Благовіщенського району Башкортостану, Росія. Адміністративний центр — село Орловка.

## Населення
Населення — 368 осіб (2019, 393 в 2010, 431 2002).

## Склад
До складу поселення входять такі населені пункти:
| Населений пункт    | Населення, осіб (2002) | Населення, осіб (2010) |
| ------------------ | ---------------------- | ---------------------- |
| Орловка, село      | 141                    | 102                    |
| Ошмянка, присілок  | 243                    | 252                    |
| Петровка, присілок | -                      | 0                      |
| Труженик, присілок | 47                     | 39                     |